# Bollmaniulus catalinae
Bollmaniulus catalinae är en mångfotingart som först beskrevs av Chamberlin 1940.  Bollmaniulus catalinae ingår i släktet Bollmaniulus och familjen Parajulidae. Inga underarter finns listade i Catalogue of Life.